# N'Gourti
N'Gourti o Ngourti es una comuna rural de Níger perteneciente a la región de Diffa. En 2012 tenía una población de 51 767 habitantes, de los cuales 26 696 eran hombres y 25 071 eran mujeres. Desde la reforma territorial de 2011, la comuna forma por sí misma uno de los seis departamentos de la región; antes pertenecía al departamento de N'guigmi.
Es una región nómada multiétnica donde conviven principalmente tres grupos étnicos nómadas: los tubus, los árabes y los fulanis. Existen minorías de hausas y zarmas. Debido al origen nómada del área, se desconoce el origen histórico de la localidad, pero se sabe que el topónimo deriba del kanuri n'gurtu, que significa "hipopótamo". El pueblo fue punto de final e inicio de etapas en el Rally Dakar de 1990.
Se ubica unos 250 km al norte de la capital regional Diffa.